# Club Atlético General Paz Juniors
El Club Atlético General Paz Juniors és un club de futbol argentí de la ciutat de Córdoba. Va ser fundat el 27 d'abril de 1914.

## Palmarès
- Torneo Argentino A: 1
  - 1999-2000